# Ungnyeo
Ungnyeo (웅녀 / 熊 女 chino-coreano para "mujer oso"), fue un oso que se convirtió en mujer. Ella apareció prominentemente en el mito de la creación de la nación coreana.

## Historia
En el cuento, un tigre y un oso (Ungnyeo) vivían juntos en una cueva y rezaban al divino rey Hwanung para que los transformara en seres humanos. Hwanung escuchó sus oraciones y les dio 20 dientes de ajo, un manojo de artemisa y les ordenó mantenerse alejados de la luz del sol y comer solo esta comida durante 100 días. Debido al hambre, el tigre abandonó la cueva después de aproximadamente 20 días, pero el oso permaneció adentro. Después de 21 días, se transformó en una mujer.
Ungnyeo estaba agradecida e hizo ofrendas a Hwanung. Su falta de esposo la llevó a la depresión, y ella comenzó a rezar debajo de un árbol sagrado de betula (신단수 / 神 檀 樹) para ser bendecida con un hijo. Hwanung escuchó sus oraciones y se conmovió profundamente. Tomó a Ungnyeo como su esposa y poco después, ella dio a luz a un hijo, Dangun, quien luego fundaría la nación de Corea.

## Interpretación de la historia
Hay dos características principales de Ungnyeo. El mito fundador de la antigua nación coreana generalmente establece la línea de sangre paterna del fundador como Chenshin (天神 El Dios del cielo) y la línea madre como Jishin (地 神 El Dios de la tierra). Como resultado, Ungnyeo es considerado como un tipo de tótem deificado por el linaje materno de Dangun.
Por otro lado, el oso en sí tiene implicaciones religiosas. El oso es el dios de la tierra y simboliza el útero que produce productos en la cultura agrícola. Por lo tanto, los osos se interpretan predominantemente hembras. Ungnyeo también se interpreta como una especie de dios femenino.